# Шпионский роман
Шпио́нский рома́н — тип литературы, важной частью контекста или сюжета которого является шпионаж. Возник в начале XX века, во многом под влиянием соперничества и интриг основных мировых держав, которое сопровождалось созданием современных разведывательных служб. Шпионский роман получил развитие в период борьбы с фашизмом и коммунизмом до и во время Второй мировой войны, продолжал развиваться во время «холодной войны», а после её окончания получил новый импульс от появления стран-изгоев, международных преступных организаций, глобальных террористических сетей, морского пиратства и технологического саботажа и шпионажа в качестве мощных угроз западному обществу.
Как жанр шпионская литература тематически связана с приключенческими романами («Пленник Зенды», 1894, «Алый первоцвет», 1905), триллерами (например, работы Эдгара Уоллеса) и военно-политическими романами («Наследие Ширмера», 1953, «Тихий американец», 1955).

## История

### Девятнадцатый век
Ранние примеры шпионского романа — «Шпион» (1821) и «Браво» (1831) американского писателя Джеймса Фенимора Купера. «Браво» атакует европейский антиреспубликанский образ, изображая Венецию как город-государство, в котором безжалостная олигархия носит маску «безмятежной республики».
В XIX веке скандальное «дело Дрейфуса» во Франции (1894—1899) привело к росту общественного интереса к шпионажу. В течение примерно двенадцати лет (1894—1906) в политике Франции доминировало дело, в котором пересеклись элементы международного шпионажа, измены и антисемитизма. Дело широко освещалось мировой прессой. Сообщения об агенте Германской империи, внедрившимся в высшее военное руководство Франции и передавший Германии секреты Генерального штаба французской армии, или о французской контрразведке, пославшей уборщицу, чтобы проверить мусор в посольстве Германии в Париже, привлекали внимание широкой аудитории и вдохновляли писателей того времени.
Главными темами шпионской литературы в преддверии Первой мировой войны были продолжающееся соперничество между европейскими колониальными державами за контроль над Азией, растущая угроза конфликта в Европе, внутренняя угроза со стороны собственных революционеров и анархистов, исторический роман. «Ким» (1901) Редьярда Киплинга посвящён англо-русской большой игре, имперскому и геополитическому соперничеству и стратегической войне за господство в Центральной Азии, в первую очередь, в Афганистане. «Секретный агент» (1907) Джозефа Конрада исследует психологию и идеологию, мотивирующую социально маргинальных мужчин и женщин, объединившихся в революционную ячейку с целью спровоцировать революцию в Британии террористической бомбардировкой Гринвичской обсерватории. Следующий роман Конрада, «Глазами Запада» (1911), показывает агента Российской империи, посланного чтобы проникнуть в группу революционеров, базирующуюся в Женеве. «Человек, который был Четвергом» (1908) Г. К. Честертона — метафизический триллер, основанный на якобы проникновении детективов в анархистскую организацию; но на самом деле роман стал средством изучения силовых структур общества и характера страданий.
Вымышленный сыщик Шерлок Холмс, созданный Артуром Конан-Дойлом, служил Британии «охотником за шпионами» в рассказах «Второе пятно» (1904) и «Чертежи Брюса-Партингтона» (1912). В рассказе «Его прощальный поклон» (1917) он служил Короне и стране в качестве двойного агента, передавая ложные сведения Германской империи накануне Первой мировой войны.
«Алый первоцвет» (1905) баронессы Орци рассказывал о том как англичанин-аристократ спасал французских аристократов от якобинского террора Великой французской революции (1789—1799).
Термин «шпионский роман» был определён книгой «Загадка песков» (1903) ирландского автора Роберта Эрскина Чайлдерса, который описал шпионов-любителей, обнаруживших немецкий план вторжения в Британию. Его успех создал рынок для поджанра «литература вторжения». Уильям Ле Ке и Эдвард Филлипс Оппенгейм стали в первые десятилетия XX века самым широко читаемыми и успешными британскими писателями в жанре «шпионской литературы», особенно «литературы вторжения». Их прозаический стиль и стереотипные рассказы, изданные в период с 1900 по 1914 год, не имели высокой литературной ценности.

### Во время Первой мировой войны
Ведущим автором британской шпионской литературы в период Первой мировой войны становится пропагандист Джон Бакен. Его хорошо написанные истории изображают «Великую войну» как столкновение западной цивилизации и варварства. Наиболее заметные романы Бакена — «Тридцать девять шагов» (1915), «Под зелёным плащом» (1916) и сиквелы, объединены общим главным героем, героическим шотландцем Ричардом Хэнни. Во Франции Гастон Леру опубликовал шпионский триллер «Рультабий у Круппа» (1917), в котором детектив Жозеф Рультабий занимается шпионажем.

### Межвоенный период
Межвоенный шпионский роман, под влиянием революции 1917 года и выигранной большевиками Гражданской войны в России, обычно касается борьбы с «красной угрозой», которая воспринималась как ещё одно «столкновение цивилизаций».
В шпионской литературе в этот период доминировали британские авторы, изначально бывшие офицеры разведки и агенты. Например, «Эшенден, или Британский агент» (1928) У. Сомерсета Моэма, который точно изображает шпионаж в Первой мировой войне, или «Тайна туннеля 51» (1928) Александра Уилсона, показывающий портрет первого главы Секретной разведывательной службы Мэнсфилда Смита-Камминга.
В этот же период начинается популярный и продолжительный сериал Лесли Чартериса о преступнике Саймоне Темпларе по прозвищу «Святой». «Water on the Brain» (1933) бывшего офицера разведки Комптона Маккензи стал первой успешной шпионской сатирой. Именно в этот период Деннис Уитли написал свой первый шпионский роман, «Евнух из Стамбула» (1935).

### Вторая мировая война
Растущая угроза фашизма в Германии, Италии и Испании, а также понимание неизбежности новой мировой войны, привлекла в шпионскую литературу новых, качественных писателей.
Британский автор Эрик Эмблер привнёс новый реализм в шпионский роман. «Тёмная граница» (1936), «Эпитафия для шпиона» (1938), «Маска Димитрия» (США: «Гроб для Димитриоса», 1939) и «Путешествие в страх» (1940) показывают любителей, запутавшихся в шпионаже. Политика и идеология являются для Эмблера второстепенными по отношению к личной истории, в которой участвует герой или героиня. Ранние романы автора, «Необычная опасность» (1937) и «Причина для тревоги» (1938), в котором шпионы НКВД помогают выжить герою-любителю, особенно примечательны в англоязычной шпионской литературе.
«Над подозрением» (1939) Хелен Макиннес о молодой супружеской паре, готовых с риском для жизни помочь антифашистам, представляет собой грамотную письменность и быстрые, запутанные и непредсказуемые истории, связанные с современным историческим прошлым. Макиннес в течение своей долгой карьеры написала много других шпионских романов, в том числе «Задание в Бретани» (1942), «Решение в Дельфах» (1961) и «Поездка на бледной лошади» (1984).
В 1940 году выходит роман «Напиток вчерашнего дня» Мэннинга Коулза (псевдоним, под которым скрывались сразу два автора), рассказывающий мрачную историю, имевшую место во время Первой мировой войны, в котором впервые представлен герой будущих книг Коулза Томас Эльфинстон Хэмбледон, британский дипломат и разведчик. Однако, более поздние романы с участием Хэмбледона были более светлыми, несмотря на то, что их действие происходило либо в нацистской Германии, либо в Великобритании во время Второй мировой войны. После войны книги о приключениях Хэмбледона стали страдать стереотипностью, потеряв интерес как со стороны критиков, так и публики.
События, предшествующие Второй мировой войне, и сама война, до сих пор продолжают быть благодатной почвой для авторов шпионской литературы. К числу известных примеров относятся Кен Фоллетт («Игольное ушко», 1978); Алан Фёрст («Ночные солдаты», 1988) и Дэвид Даунинг (серия книг, начатых романом Zoo Station, 2007).

### Ранняя холодная война
Начавшаяся во второй половине 1940-х годов «Холодная война» между Западом и Восточным блоком дала новый импульс шпионской литературе. Первым шпионским романом о надвигающемся конфликте между вчерашними союзниками стал «Атомск» Кордвейнера Смита, написанный в 1948 году и опубликованный в 1949.

#### Британия
В 1951 году Десмонд Кори опубликовал роман «Секретное министерство», первую книгу из длительного цикла про Джонни Федора, секретного агента с лицензией на убийство. Через два года вышел первый роман Яна Флеминга, бывшего сотрудника британской морской разведки, ознаменовавший начало цикла про агента 007 MI6 Джеймса Бонда, смеси суперагента, убийцы и плейбоя. После смерти Флеминга книжный сериал про агента 007 был продолжен другими британскими и американскими авторами, включая Кингсли Эмиса, Кристофера Вуда, Джона Гарднера, Раймонда Бенсона, Себастьяна Фолкса, Джеффри Дивера и Уильяма Бойда.
Джон Ле Карре, сам бывший разведчик, несмотря на коммерческий успех романов Флеминга, предпочёл создавать героев-«антиджеймсбондов», показывая профессию секретного агента без привычной романтической окраски. Он рисует напряжённый, но тусклый будничный мир спецслужб, мощное противостояние разведок без перестрелок и затянувшихся погонь. Главным персонажем романов Ле Карре стал Джордж Смайли — не очередной гламурный супершпион, а скучный кабинетный работник, обременённый неверной женой и неудачной карьерой.
Как и Ле Карре, другой бывший офицер британской разведки Грэм Грин также обошёлся без героизации работы спецслужб, предпочтя вопросы нравственности шпионажа в своих антиимпериалистических романах, таких как «Суть дела» (1948) про британского агента в Сьерра-Леоне, пародийном «Наш человек в Гаване» (1959) про ситуацию на Кубе перед свержением диктатора Фульхенсио Батиста, и «Человеческий фактор» (1978) о британской поддержке апартеида на Юге Африки под предлогом борьбы против «красной угрозы».
Другие писатели нередко следовали аналогичному пути. Так, анонимный шпион из романов Лена Дейтона «Досье Ипкресс» (1962), «Лошадь под водой» (1963), «Берлинские похороны» (1964) и другие, — выходец из рабочего класса с негативным взглядом на спецслужбы.
Многие известные шпионские романы этого периода также были построены вокруг повторяющихся персонажей. Помимо Флеминга и Ле Карре к ним относятся серия Джеймса Митчелла про Джона Крейга, написанная под псевдонимом «Джеймс Манро»; цикл романов Эллестона Тревора «Квиллер», написанный под псевдонимом «Адам Холл», гибрид «гламура и грязи»; четыре книги Уильяма Гарнера про Майкла Джаггера.
К другим важным британским писателям, которые в этот период стали писать шпионские романы, относятся Мэннинг О’Брайн, Майкл Гилберт, Алистер Маклин, Брайан Клив, Джек Хиггинс и Десмонд Скирроу. В этот же период были написаны книжные серии Денниса Уитли «Грегори Саллюст» (1934—1968) и «Роджер Брук» (1947—1974).

#### США
Свой первый шпионский роман, «К Востоку от прощаний» (1943), Эверетт Говард Хант написал ещё во время Второй мировой войны. В 1949 году он присоединился к недавно созданному ЦРУ и продолжал писать шпионские романы в течение многих лет. В 1949 году Пол Майрон Энтони Лайнбарджер, специалист ЦРУ по Китаю, опубликовал под псевдонимом Кордвейнер Смит «Атомск», ставший первым шпионским романом периода «холодной войны». В 1955 году Эдвард Сидней Ааронс начал издавать серию книг про агента ЦРУ Сэма Дюрелла. Дональд Хэмилтон в 1960 году начал серию романов про Мэтта Хелма, киллера на службе правительства США. В период с 1964 года по начало 1990-х годов вышло более 260 романов про секретного агента с правом на убийство Ника Картера-«Киллмастера», инициированная Майклом Аваллоном и Валери Мулманом. Для этих произведений неизменно противостояние американских, советских и китайских шпионов.
С распространением мужских героев в жанре шпионского романа, писатели и издатели также начали предлагать шпионскую литературу с женщиной в качестве главного героя. Одной из самых заметных серий с женщиной в качестве главного героя является «Баронесса», в которой представлена сексуальная супершпионка, и романы которой более ориентированы на действие в формате Ника Картера-Килмастера.
Ещё один важный американский автор, который был активен в шпионской литературе в этот период — Росс Томас.

#### СССР
Писатель Герман Матвеев сразу после войны пишет знаковую трилогию «Тарантул» о приключениях ленинградских подростков, помогающих во время блокады Ленинграда взрослым ловить фашистских шпионов и диверсантов. Первая книга, «Зелёные цепочки», вышел в 1945 году, продолжение, «Тайная схватка», было напечатано в 1948 году, третья книга, «Тарантул», появилась в 1957.
В 1950 году Николай Далёкий выпускает роман «Не открывая лица», который стал первой частью трилогии о советской разведчице Оксане Стожар, её работе в СССР и в немецком тылу. Вторая книга трилогии, «Ромашка», вышла в 1959 году. Последняя часть цикла, роман «За живой и мёртвой водой», была опубликована в 1975 году. Помимо трилогии об Оксане Стожар Далёкий написал приключенческую повесть «Практика Сергея Рубцова» о работе советских контрразведчиков, напечатанную в 1957 году.
В 1952 году сначала в журнале «Знание — сила», а чуть позже отдельным изданием выходит роман Валентина Иванова «По следу», рассказывающая об обычном зоотехнике одного из зауральских колхозов, вынужденном вступить в схватку с заграничными диверсантами, цель которых заразить СССР новым видом саранчи. Роман несколько раз переиздавался.
В 1958 году Олег Сидельников издаёт «иронический» шпионский детектив «Нокаут», который сам автор посвятил И. Ильфу и Е. Петрову.

### Поздняя холодная война
Шестидневная война в июне 1967 года между Израилем и его соседями ввела новые темы в шпионскую литературу — конфликт между Израилем и арабским миром, в первую очередь, с палестинцами на фоне продолжающейся напряжённости в холодной войне между Западным и Восточным блоками и всё более широкое использование терроризма в качестве политического инструмента.

#### Британия
Известные персонажи этой шпионских романов этой эпохи включают в себя Филиппа Макалпина из книг Адама Димента — длинноволосый, курящий гашиш фат; серия романов Джеймса Митчелла про Дэвида Каллана; книги Уильяма Гарнера про Джона Морпурго; серия Джозефа Хона о Питере Марлоу.
Примечательными примерами журналистского стиля и успешной интеграции вымышленных персонажей с историческими событиями являются политические триллеры «День шакала» (1971) Фредерика Форсайта и «Игольное ушко» (1978) Кена Фоллетта. Развитие военных и шпионских технологий привели к появлению поджанра технотриллеров, одним из первых которых стал роман Крейга Томаса «Огненный лис» (1977), в котором описывается совместная операция британской и американской разведок по краже одного из двух прототипов новейшего советского самолёта МиГ-31 (Firefox в терминологии НАТО).
Другими важными британскими писателями, которые в этот период начали писать шпионские романы, являются Иэн Макинтош, Кеннет Бентон, Десмонд Бэгли, Энтони Прайс, Джеральд Сеймур, Брайан Фримантл, Брайан Форбс, Реджинальд Хилл и Рэймонд Гарольд Сокинс, писавший преимущественно под псевдонимом Колин Форбс.

#### США
Первым американским современным («гламурным и грязным») шпионским триллером, сочетающим действия и размышления, обычно считается «Наследие Скарлатти» (1971) Роберта Ладлэма. В 1970-х годах бывший сотрудник ЦРУ Чарльз Маккарри начал книжный сериал о Поле Кристофере, книги которого были как хорошо написаны, так и правдоподобны.
Первым американским технотриллером стал роман Тома Клэнси «Охота за „Красным Октябрём“» (1984). Он ввёл агента ЦРУ (аналитика) Джека Райана в качестве полевого агента.
Другими важными американскими авторами, которые стали активными в шпионской литературе в этот период, являются Роберт Литтелл, Джеймс Грейди, Уильям Фрэнк Бакли-младший, Нельсон Демилль, Уильям Эдмонд Гриффин, Стивен Кунтс, Дэвид Хагберг и канадско-американский автор Дэвид Моррелл.

#### Другие страны
В 1965 году французский журналист Жерар Де Вилье начал свою серию романов «SAS» (Son Altesse Serenissime — в переводе с фр. — «Его сиятельство») с главным героем — внештатным сотрудником ЦРУ князем Малко Линге. Всего он написал 200 книг в этой серии, общий тираж которых составил 150 миллионов экземпляров.
Популярный в Восточном блоке писатель Юлиан Семёнов начал свою карьеру как автор политических детективов в 1959 году. В 1966 году он издаёт роман «Пароль не нужен», первый из цикла книг о советском разведчике Владимирове-Исаеве-Штирлице. В 1977—1987 годах вышел роман-хроника в 4 книгах «Горение» о жизни Феликса Дзержинского, основателе и первом руководителе ВЧК, первой советской спецслужбе. В своих романах Семёнов повествует об истории советской разведки, начиная от Гражданской войны в России и до советско-американской «холодной войны».
В 1959 году болгарский писатель Андрей Гуляшки опубликовал повесть «Случай в Момчилове», открывшую цикл о болгарском контрразведчике Аввакуме Захове. Цикл был завершен в 1985 году.
В 1967 году другой болгарский писатель Богомил Райнов опубликовал роман «Господин Никто», первую книгу из цикла о болгарском разведчике Эмиле Боеве. Всего вышло 9 книг, почти все были экранизированы.
В 1972 году три советских писателя, Василий Аксёнов, Овидий Горчаков и Григорий Поженян, под общим псевдонимом Гривадий Горпожакс написали пародийный шпионский боевик «Джин Грин — неприкасаемый», в котором всерьёз затрагивают аспекты социально-политического и военного противостояния социалистического лагеря и западного мира.
В 1986 году шведский журналист Ян Гийу издал первый роман из серии о шведском суперагенте Карле Густаве Гильберте Хамильтоне по прозвищу «Красный петух».

### После «холодной войны»

#### 1990-е годы
Окончание «холодной войны», сопровождавшееся распадом СССР и Восточного блока в 1991 году, привело к тому, что Россию и другие страны «железного занавеса» на Западе перестали воспринимать как врагов. Более того, многие, вслед за американским философом и политологом Фрэнсисом Фукуямой, пришли к выводу, что распространение в мире либеральной демократии западного образца свидетельствует о «Конце истории», об окончании эпохи идеологических противостояний, глобальных революций и войн. В результате, утратив «заклятого врага», противостояние с которым привлекало внимание аудитории, авторы шпионских романов оказались перед угрозой снижения интереса со стороны читателей, а значит и издателей. Так, The New York Times прекратила публикацию обзоров шпионской литературы. Тем не менее, даже в мире без «холодной войны», издатели продолжали выпускать шпионские романы как популярных во времена «холодной войны» писателей, рассчитывая на их поклонников, так и новых авторов.
В США в этот период к авторам шпионских романов присоединяются такие писатели как Джозеф Файндер, Гейл Линдс, Дэниел Сильва, Дэвид Игнатиус, Дэвид Бальдаччи и Винс Флинн с серией романов об эксперте по борьбе с терроризмом Митче Раппе.
В Великобритании в 1990-х годах в шпионской литературе дебютируют Роберт Харрис, Хью Лори («Торговец пушками», 1996); Энди Макнаб, Генри Портер и Чарльз Камминг.
В 1998 году в жанре шпионского романа появился новый российский автор — Григорий Чхартишвили, более известный под своим псевдонимом Борис Акунин. Именно в этом году он выпустил роман «Азазель», первый из серии о сыщике Эрасте Петровиче Фандорине. Первая книга сам автор назвал «конспирологический детектив», так как основные события происходят вследствие заговора секретных организаций. В том же году вышла вторая книга серии, шпионский детектив «Турецкий гамбит».

#### 2000-е годы и до наших дней
Террористическая атака на США 11 сентября 2001 года и последующая война против терроризма вновь пробудили интерес к шпионскому роману. Старейшины жанра, такие как Джон Ле Карре, Фредерик Форсайт, Роберт Литтелл и Чарльз Маккэрри возобновили работу, появилось и много новых авторов.
Заметным британским писателем, написавшим свой первый шпионский роман в этот период, является Стивен Лизер. В США на ниве шпионской литературы появляются такие авторы как Брэд Тор, Тед Белл, Алекс Беренсон, Бретт Батлс, Олен Стейнхауэр, Кайл Миллс и Джеймс Паттерсон. Ещё одним заметным автором шпионских романов в англосфере является австралиец Джеймс Фелан.
Шведский левый общественный деятель, писатель и журналист Стиг Ларссон, умерший в 2004 году, в 2008 году стал вторым автором бестселлеров в мире благодаря трилогии «Миллениум» о детективе-журналисте Микаэле Блумквисте и девушке-хакере Лисбет Саландер, опубликованной посмертно в 2005—2007 годах.
В октябре 2004 года была основана международная профессиональная ассоциация International Trriller Writers (ITW), учредителями которой стали около 150 авторов с совокупным тиражом по всему миру более чем в один миллиард книг. Организация объединила авторов триллеров, в том числе и шпионских романов. На начало 2018 года ITW насчитывала более 4200 членов из 51 страны, чей совокупный тираж превышал 3,2 миллиарда книг.

## Инсайдеры
Многие авторы шпионских романов сами были сотрудниками разведки, работавшими в британских спецслужбах, таких как MI5 или MI6, или в американских, таких как УСС или его преемнике, ЦРУ.
Первые «инсайдерские» шпионские романы появилась вскоре после окончания Первой мировой войны и представляли собой тонко замаскированные воспоминания бывших британских разведчиков, таких как Уильям Сомерсет Моэм, Александр Уилсон и Комптон Маккензи. Традиция издавать мемуары бывших сотрудников спецслужб под видом художественных произведения была продолжена во время Второй мировой войны такими авторами как Хелен Макиннес и Мэннинг Коулз.
Среди известных британских авторов шпионской литературы периода «холодной войны» в спецслужбах работали Иэн Флеминг, Джон Ле Карре, Грэм Грин, Брайан Клив, Иэн Макинтош, Кеннет Бентон, Брайан Форбс, Энди Макнаб и Крис Райан, среди их американских коллег инсайдерами были Чарльз Маккарри, Уильям Ф. Бакли-младший, Уильям Эдмонд Гриффин и Дэвид Хагберг.
По окончании «холодной войны» количество бывших разведчиков, желающих стать писателями, не уменьшилось, став важным трендом. В ЦРУ количество рукописей, поданных на предварительную публикацию, удвоилось в период с 1998 по 2005 год.
К американским авторам-инсайдерам этого периода относятся Барри Эйслер, Рэйлинн Хиллхаус, Томас Ф. Мерфи, Т. Х. Э. Хилл, к британским — Алан Стрипп, бывший криптограф в Блетчли-парк, Стелла Римингтон (генеральный директор MI5 с 1992 по 1996 год) и Мэтью Данн.
Советские разведчики также писали шпионские романы. Среди них Овидий Горчаков, один из прототипов майора Вихря — героя повести Юлиана Семёнова «Майор „Вихрь“», Михаил Любимов, Георгий Брянцев, Юрий Колесников, Олег Грибанов и Владимир Востоков.

## Для детей и подростков
Среди героев шпионских триллеров, в основном ориентированных на детскую и подростковую аудиторию, встречаются дети и подростки. В качестве примеров можно привести серию приключенческих романов Криса Райана Alpha Force, исторические драмы Ю. С. Ли (англ. Y. S. Lee), серию книг об академии шпионок Галлахер Элли Картер, приключенческие романы Энтони Горовица про Алекса Райдера, книги Роберта Мачемора и Бена Алсопа, фильмы «Агент Коди Бэнкс», «Дети шпионов» и «Шпион по соседству».
На подростковую аудиторию рассчитаны также книги Эндрю Джеймса Бутчера, Джо Крейга, Чарли Хигсона, Энди Макнаба и Френсин Паскаль.

## Шпионские фильмы

### Кинематограф
Шпионские романы начали активно экранизировать в 1960-х годах, начиная от фантастической серии про Джеймса Бонда и заканчивая реалистичным «Шпионом, пришедшим с холода» (1965) и гибридным «Меморандумом Квиллера» (1966). Хотя романы Гамильтона «Мэтт Хелм» были реалистичны и предназначались для, их кинематографические версии стали подростковой пародией. Этот феномен получил широкое распространение в Европе в 1960-х годах и известен как жанр «Евроспай» или «Спагетти-спай».
В 1962 году был снят фильм «Доктор Ноу» по одноимённому роману Иэна Флеминга. Так было положено начало одному из самых продолжительных и успешных киносериалов в истории, получившего неофициальное название «Бондиана». Главный герой этих фильмов — Джеймс Бонд вымышленный суперагент 007 британской спецслужбы MI6. С 1962 по 2015 годы вышли 24 фильма (в среднем один фильм в два года). Серия принесла её создателям более 7 млрд долларов США, став четвёртым по успешности киносериалом в истории.
Заметными событиями стали серия шпионских боевиков «Миссия невыполнима», основанная на одноимённом телесериале 1960-х годов, три пародийных боевика про суперагента Остина Пауэрса, фильмы про разведчика-аналитика Джека Райана, политический триллер режиссёра Стивена Гейгана «Сириана» (2005), детективный триллер Фернандо Мейреллеса «Преданный садовник» по одноимённому роману Джона ле Карре (2005), комедийные картины S*P*Y*S (1974) и «Шпионы как мы» (1985).
Некоторые шпионские романы экранизировались неоднократно. Например, по роману Роберта Ладлэма «Идентификация Борна» снято два фильма: «Тайна личности Борна» в 1988 и «Идентификация Борна» в 2002. Дважды, в 1986 и 2005 годах, экранизировалась книга канадского журналиста Джорджа Джонаса «Месть» о террористическом акте на мюнхенской Олимпиаде и последовавшей операции возмездия со стороны израильских спецслужб.
В 1970 году в СССР вышел фильм «Зелёные цепочки», снятый по мотивам двух первых книг популярной трилогии Германа Матвеева «Тарантул» о ленинградских подростках помогавших ловить фашистских шпионов. Третья часть трилогии была экранизирована в 1982 году.

### Телевидение
Легендарный суперагент Джеймс Бонд впервые появился на телевидении в 1954 году в эпизоде американского телесериала «Кульминация!». Эпизод был снят по мотивам первой книги Флеминга «Казино „Рояль“», роль «Джимми Бонда» исполнил американский актёр Барри Нельсон, причём Бонд был агентом ЦРУ, а другой персонаж «Бондианы», оперативник ЦРУ Феликс Лейтер наоборот агент МИ6. В 1958—1959 годах транслировался сериал «Человек-невидимка», номинально основанный на одноимённом романе Герберта Уэллса, но на самом деле представлявший собой оригинальную шпионскую историю. Что интересно, по роману Уэллса о человеке-невидимке трижды снимали телесериалы (в 1970-х и 2000-х годах), и во всех трёх случаях от первоначального замысла оставался только человек-невидимка, которого каждый раз власти упорно заставляли заниматься шпионажем.
В 1960-х годах сериалы посвящённые шпионажу часто появлялись на экранах. Среди них такие сериалы «Опасный человек» (1960—1968), «Мстители» (1961—1969), «Человек из А.Н.К.Л.» (1964—1968), «Я — шпион» (1965), «Напряги извилины» (1965—1970), «Миссия невыполнима» (1966—1973). В 1970-х годах на экраны вышли такие сериалы как «Громилы» (1978—1980) и «Охотник» (1977).
В 1980-х годах американское телевидение показало телесериалы «Воздушный волк» (1984—1987) и «Секретный агент Макгайвер» (1985—1992 годы), сюжеты которых были связаны с «холодной войной», но в то же время отражали недоверие американских граждан к своему правительству после преступлений правительства Никсона (внутренний политический шпионаж во время Уотергейтского скандала и войны во Вьетнаме). Герои-шпионы были независимы от правительства, так, Макгайвер в более поздних эпизодах работает в некоммерческом частном «мозговом центре», а лётчик Хоук и его двое друзей работают «вольными стрелками». Хотя в каждой серии есть разведывательное агентство, DXS в «Макгайвере» и FIRM в «Волке», его агенты поочередно выступали то в качестве противников, то союзников героев. В 1988—1990 годах транслировался сериал «Миссия невыполнима», ставший одновременно возрождением и ремейком одноимённого телесериала 1960-х—1970-х годов.
Шпионские телесериалы конца 1990-х годов — начала 2010 года включают в себя «Её звали Никита» (1997—2001), «Шпионка» (2001—2006), «24 часа» (2001—2010, 2014), «Призраки» (2002—2011 в Великобритании, в США и Канада выходил под названием MI-5), «Секретное шоу» (2006—2011) «Чак» (2007—2012), «Чёрная метка» (2007—2013), «Спецагент Арчер» (с 2009 года по настоящее время), «Никита» (2010—2013, основан на французском фильме «Её звали Никита», его ремейке «Возврата нет», а также на канадском сериале «Её звали Никита»), «Тайные операции» (2010—2014), «Родина» (2011—2020).
В 2015 году на экраны вышел немецкий телесериал «Германия-83» о 24-летнем уроженце Восточной Германии, который отправляется на Запад в качестве тайного шпиона Штази.
В 1973 году В СССР по роман Юлиана Семёнова «Семнадцать мгновений весны» (1968) был снят одноимённый двенадцатисерийный телефильм, главный герой которого, советский разведчик Максим Исаев, действующий в нацистской Германии под видом штандартенфюрера СС Макса Отто фон Штирлица, срывает переговоры между рейхсфюрером СС Генрихом Гиммлером и резидентом УСС в Берне (Швейцария) Алленом Даллесом с целью заключения сепаратного мира. Фильм пользовался огромной популярностью, став культовым и превратив Исаева-Штирлица в одного из самых популярных в СССР и России персонажей. В 1980-х годах советское телевидение показало ещё два многосерийных фильма, снятых по романам Юлиана Семёнова, «ТАСС уполномочен заявить…» о борьбе советской и американской разведок в Африке и «Противостояние».
Большой популярностью у советских телезрителей пользовался историко-приключенческий многосерийный телефильм «Государственная граница» (1980—1988), рассказывающий о службе советских пограничников, в том числе об их охоте на шпионов, охватывающий период с 1917 года по конец 1980-х годов.

## Видеоигры
В современных видеоиграх игрок может быть заместителем шпиона, как в серии Metal Gear, особенно в её третьем выпуске Metal Gear Solid, в отличие от шутеров от третьего лица, таких как Siphon Filter и Splinter Cell. В играх представлены сложные сюжеты и кинематографические изображения.
Игры, такие как No One Lives Forever и её сиквел No One Lives Forever 2: A Spy in H.A.R.M.’s Way с юмором сочетают шпионаж и дизайн 1960-х годов. Также игры, например, Evil Genius, позволяет игроку быть злодеем, и его стратегия происходит в реальном времени.

## Поджанры
- Шпионская комедия — обычно пародирует клише и элементы кэмпа, характерные для шпионского романа.
- Шпионские ужасы — шпионский роман с элементами ужасов.
- Шпионская фантастика — шпионский роман с элементами научной фантастики.
- Шпионский триллер — самый распространённый поджанр шпионского романа.

## Известные авторы

### Покойные
- Эдвард Ааронс
- Джон Бакен
- Уильям Ф. Бакли-младший
- Кеннет Бентон[англ.]
- Десмонд Бэгли
- Жерар де Вилье
- Джон Гарднер[англ.]
- Уильям Гарнер[англ.]
- Майкл Гилберт
- Грэм Грин
- Артур Конан Дойл
- Ибн-и-Сафи[англ.]
- Редьярд Киплинг
- Брайан Клив[англ.]
- Том Клэнси
- Джозеф Конрад
- Десмонд Кори[англ.]
- Мэннинг Коулз[англ.]
- Джеймс Фенимор Купер
- Роберт Ладлэм
- Стиг Ларссон
- Уильям Ле Ке[англ.]
- Гастон Леру
- Хелен Макиннес[англ.]
- Иэн Макинтош[англ.]
- Алистер Маклин
- Норман Мейлер
- Джеймс Манро[англ.]
- Уильям Сомерсет Моэм
- Мэннинг О'Брайн[англ.]
- Э. Филлипс Оппенгейм[англ.]
- Эмма Орци
- Десмонд Скирроу[англ.]
- Кордвейнер Смит[англ.]
- Крейг Томас
- Росс Томас
- Александр Уилсон[англ.]
- Деннис Уитли
- Ян Флеминг
- Винс Флинн[англ.]
- Брайан Форбс
- Колин Форбс[англ.]
- Эверетт Говард Хант
- Реджинальд Хилл
- Адам Холл
- Дональд Хэмилтон[англ.]
- Роберт Эрскин Чайлдерс
- Лесли Чартерис
- Эрик Эмблер

### Живущие
- Барри Айслер[англ.]
- Борис Акунин
- Шон Бакли
- Дэвид Бальдаччи
- Бретт Батлс[англ.]
- Э. Дж. Батчер[англ.]
- Тед Белл[англ.]
- Рэймонд Бенсон[англ.]
- Алекс Беренсон[англ.]
- Уильям Бойд
- Ян Гийу
- Чарльз Э. Гиллен
- Энтони Горовиц
- Джеймс Грейди
- Уильям Эдмонд Гриффин[англ.]
- Джон Гриффитс
- Эллис Гудман
- Мэтью Данн[англ.]
- Дэвид Даунинг[англ.]
- Лен Дейтон
- Нельсон Демилль[англ.]
- Джим Дефелис
- Джеффри Дивер
- Адам Димент
- Дэвид Игнатиус
- Чарльз Камминг[англ.]
- Элли Картер[англ.]
- Джин Койл
- Джо Крейг[англ.]
- Стивен Кунтс[англ.]
- Джон Ле Карре
- Ю. С. Ли
- Стивен Лизер
- Гейл Линдс[англ.]
- Роберт Литтелл[англ.]
- Хью Лори
- Джейсон Мэттьюс
- Чарльз Маккэрри[англ.]
- Энди Макнаб
- Роберт Мачемор[англ.]
- Томас Ф. Мерфи[англ.]
- Кайл Миллс[англ.]
- Дэвид Моррелл
- Джеймс Паттерсон
- Генри Портер[англ.]
- Энтони Прайс
- Крис Райан[англ.]
- Майк Рамсделл
- Стелла Римингтон
- Джеральд Сеймур[англ.]
- Дэниел Сильва[англ.]
- Олен Стейнхауэр[англ.]
- Алан Стрипп
- Халед Талиб
- Брэд Тор[англ.]
- Т. Л. Уильямс[англ.]
- Ричард Фергюсон
- Джеймс Клэнси Филан[англ.]
- Джозеф Файндер
- Чарли Флауэрс[англ.]
- Кен Фоллетт
- Фредерик Форсайт
- Брайан Фримантл[англ.]
- Алан Фёрст[англ.]
- Дэвид Хагберг[англ.]
- Ноэл Хайнд
- Роберт Харрис
- Джек Хиггинс
- Чарли Хигсон[англ.]
- Т. Х. Э. Хилл[англ.]
- Рэйлинн Хиллхаус[англ.]
- Джозеф Хоун[англ.]
- Кази Анвар Хуссейн[англ.]
- Дуэйн Эванс